# 张西曼

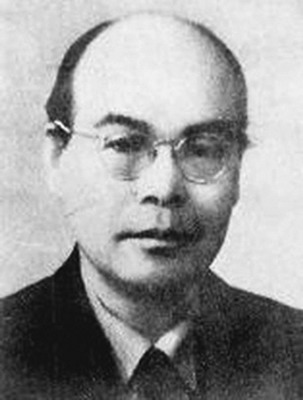
张西曼

张西曼（1895年6月15日—1949年7月10日），又名百禄，男，湖南长沙人。中国民主革命家，中国国民党左翼人士，中华民国政治人物、社会活动家、俄语语文学家。中国马克思主义的早期传播者，《民主与科学》杂志社社长兼总编辑，九三学社创始人之一，中国近代俄罗斯学的奠基人。

## 生平

### 从中国到俄国
1895年6月15日，张西曼生于湖南长沙，為晚清改革大臣張百熙族弟。1908年，经宋教仁、谭人凤介绍，张西曼加入中国同盟会。1909年，入京师大学堂学习。由于清廷加紧防范革命党人的活动，故1911年，张西曼避至俄罗斯帝国的海参崴，进入俄罗斯帝国的国立东方语文专科学校（后来改为东方大学）学习政治经济。在此，张西曼与俄国革命党人进行了接触，萌發了中俄革命互助的想法。
1911年武昌起义后，张西曼的兄长张仲钧专门自东三省来到海参崴，告诉张西曼：“黄克强、宋遁初、陈英士等大批同志在号召全国各地大兴义师，即将在南方成立革命政府，积极准备北伐，可是北伐一事，骑兵不能偏废，应设法由东三省秘密招募骑兵南下，以便编练劲旅……”1911年12月初，张西曼独自上山，与距离海参崴大约一、二百里的山中的“马贼”首领刘弹子（刘玉双）取得了联系，经多次商谈，说服刘弹子率部南下援助北伐，被编为北伐骑兵团。
1912年，张西曼赴俄国圣彼得堡、莫斯科等地考察。1914年，张西曼经外蒙古归国。1917年，正在哈尔滨滨江道尹公署工作的张西曼，与邓洁民、邓西园、霍占一等人创办“东华学校”（现哈尔滨第三中学），并在该校任教，秘密传播马克思主义思想。周恩来曾一度帮助筹建该校，张太雷、马骏等人曾在该校从事革命活动。该校后来成为中国共产党东北建党的据点以及中国革命者赴苏俄学习考察途中的中转站。
1917年，俄国十月革命胜利。1918年，张西曼返回俄国海参崴，搜集俄国十月革命的相关著作及宣传品，并开始翻译列宁起草的《俄国共产党党纲》，采用笔名“希曼”将其译为中文，广为散发。同时，张西曼还致函孙中山、蔡元培等人，建议创办社会主义研究会，进行中俄互助，以学习俄国十月革命的成功经验，避免以往仅利用新军及会党的不足。
1919年1月，俄共（布）中央等九个组织号召于1919年3月召开国际会议（即1919年在莫斯科举行的共产国际第一次代表大会）。1919年，张西曼为此自海参崴经大连至上海，会见孙中山。张西曼建议孙中山：“以社会主义的内容改造中国革命的政党，效法俄国共产党建立广大民众基础、民主集权制和严明的纪律；同时响应国际会议的号召，派遣富有时代政治学养的代表参加，共同策进消灭帝国主义及其走狗的伟大业绩。”但孙中山有顾虑，故没有派代表出席此次会议，然而答应对张西曼的建议将“详加考虑”。张西曼乃返回俄国。此后至1922年，张西曼又曾先后两次见过孙中山，为促成日后孙中山最终决定联俄容共作出了一定贡献。

### 从北京到武汉
1919年7月，张西曼从苏维埃俄国搜集俄国十月革命资料后回到北京，应邀到北京大学图书部编目课担任编目员（图书部主任为李大钊）。1919年，北京大学俄文学系成立，成为北京大学最早设立的14个教学系之一，张西曼参与了该系的筹建并在此任教。此外，张西曼还担任北京政府外交部俄文专修馆的俄文教员。1920年，张西曼翻译的《俄国共产党党纲》中译本出版。
1919年下半年，张西曼在北京组织创办“社会主义研究会”。该会的参加者有各地知识分子一百几十人。李守常（大钊）、陈独秀、张申府、郭梦良、徐六几、陈顾远、朱谦之、费觉天、易家钺（君左）、孟寿椿、范体仁、易克嶷、毛泽东、周恩来、邓中夏、张国焘、瞿秋白、施复亮（存统）、周佛海等人先后参加该会。该会初期开会地点不固定，后多在北京大学图书馆内开会。该会在天津、上海、长沙、汉口、广州、日本东京等地设分会。后来该会成员发生分化：郭梦良、徐六几等人组织“基尔特社会主义研究会”，陈顾远等人组织“工团社会主义研究会”，朱谦元等人组织“无政府主义研究会”，李大钊1920年3月在北京组织“马克思学说研究会”，陈独秀1920年5月在上海组织“马克思主义研究会”，毛泽东、周恩来、王尽美、恽代英等人则分别在长沙、天津、济南、武汉等地成立学习研究马克思主义的团体。
1920年，张西曼撰写的《俄国诗豪朴思硜传》发表在《少年中国》杂志上。这是中国最早评介普希金生平的专门文章。1921年4月，张西曼在致胡适的信中称，“我是有志研究俄罗斯文学的一人，且常以中俄文化的‘相互沟通’自任。”
1921年，张西曼与北京大学俄文教员柏烈伟合编出版《俄文文法》一书。1921年10月，张西曼与熊希龄、李大钊等人创办 “俄国灾荒赈济会”，徐世昌、黎元洪担任名誉会长，熊希龄任会长，李大钊任文书股副主任，张西曼任总务股副主任。张西曼还在“俄国灾荒赈济会”上为来到北京的苏俄全权代表越飞与会长熊希龄之间担任翻译。1922年1月，以陈独秀为首的中共中央执行委员会将张西曼翻译的《俄国共产党党纲》作为“康民尼斯特丛书第二种”印行了初版（康民尼斯特为“共产主义”的汉语音译），由广州的人民出版社印行。根据陈独秀1922年6月30日致共产国际的报告，该书初版发行3000册，译者采用笔名“希曼”。
1922年广东陈炯明发动六一六事变后，张西曼赴上海再度会见了孙中山，建议孙中山联合苏俄，学习俄共（布）的经验，改造中国国民党。
1922年至1924年，张西曼兼任冯玉祥学兵团中的吉合、何基沣、边章武所在连的俄文教员。1923年至1925年，张西曼在北京创办了中国大学、民国大学、北方交通大学等多所学校的俄文班，并任教员。
1925年，张西曼在北京创办中俄大学（张作霖的奉军入关后，该校被解散，并入北京俄文法政专门学校）。1926年1月17日，张西曼在北京参加社会各界纪念黄爱、庞人铨大会。1926年，中共中央执行委员会印行了《俄国共产党党纲》中译本第五版，该版存在内容基本一致，但字体、格式及标点不同的两个版本。
1926年，北伐军占领武汉之后，张西曼南下武汉，任武汉国民政府政治顾问，兼鲍罗廷的外交顾问。1927年，张西曼参与筹备成立国立武昌中山大学，担任校务委员会委员兼法学院院长、俄文法政学系主任。同年，张西曼翻译的《苏俄民法》、《苏俄刑法》、《苏俄宪法》出版；中共中央执行委员会还印行了《俄国共产党党纲》第六版。

### 南京国民政府
1928年，张西曼、高鲁等4人同时出任中华民国大学院秘书，协助蔡元培管理中国的大学教育。1929年，张西曼任孙中山奉安专刊编辑主任，6月参加奉安大典。1929年，任陆军大学俄文及政治教官。1931年，任北平大学法商学院俄文政治经济系教授。1930年，张西曼的译著《苏联文学家传略》刊登于南京《民生报》。
1931年，张西曼随陆军大学从北平迁往南京。九一八事变发生后，张西曼多次上书国民政府，力主国共合作，联合苏联抗击日军。1932年，张西曼任参谋本部边务组专门委员，同年到国立中央大学教授俄国近代史。1933年，任行政院新疆建设计划委员会委员。1934年，完成了《中国边疆图书总目》初稿。
1935年5月，张西曼与哥哥张仲钧联合徐悲鸿等文化界名流，在南京发起创办中苏文化协会。筹组中苏文化协会期间，张西曼遭日本反对，而且遭到汪精卫阻挠，汪精卫曾亲自约张西曼谈话表示反对，还派外交次长唐有壬三次到张西曼家游说，劝张西曼不要组织该协会，但张西曼不为所动。1935年10月25日，中苏文化协会在南京华侨招待所举行成立大会，推举立法院院长孙科为会长，蔡元培、于右任、陈立夫、鲍格莫洛夫、卡尔品斯基为名誉会长。开会前，当政者反对在大会会场悬挂苏联国旗，张西曼与之冲突，经据理力争，最终成功悬挂苏联国旗。会议经讨论，一致通过该协会会章，以徐悲鸿、梁寒操、徐恩曾、张冲等15人为理事，西门宗华等7人为候补理事， 该协会唯一的常务理事职务由张西曼担任。此后，该协会在中国各地如上海、广州、成都、云南、香港、乌鲁木齐、延安等均先后设立分会。其中，1936年3月1日，中苏文化协会上海分会成立，张西曼作为总会的代表出席并发表讲话。
1936年4月24日，张西曼出任国民政府蒙藏委员会委员，任至1942年2月7日免职。1936年12月5日，张西曼出任国民政府立法院第四届立法委员，一直任至该届立法委员任期届满。张西曼还在北平大学法商学院开设了“抗战的国家总动员”课程，成为中国第一位开设该课程的教授。1936年，张西曼翻译出版《苏联新宪法草案》，1937年翻译《苏联宪法》。此外他还将苏联各加盟共和国的宪法译为中文。
1936年，张西曼在上海组织编有《普希金逝世百周年纪念集》，其中包括译文《普希金传》、译诗《酒神祭歌》、剧本《莫萨特与沙莱里》。
1936年2月6日，中苏文化协会成立了出版委员会，张西曼是8名委员之一。2月8日，出版委员会会议决定分别设杂志组、丛书组，由徐恩曾、张西曼分别任杂志组正、副主任。2月17日，在《中央日报》发表声明，将已经发行4年的季刊《中国与苏俄》更名为《中苏文化》杂志。1936年1月11日及2月20日，经张西曼奔走及主持，先后在南京、上海举办了苏联版画展览会，引起轰动，两地的参观人数均超过万人。作家鲁迅2月24日在《申报》撰文，对这两次苏联版画展览会表示赞赏。
从1935年开始筹备起，南京各界救国联合会便获得张西曼的支持，张西曼整天与孙晓村等人共同研究工作，定期为救国会的人士分析国民政府的政情，帮救国会联系国民政府内部的中高层人士，为救国会的活动提供了很大支援。1936年11月上旬，日军及李守信部再度入侵绥远省，绥远省军民投入绥远抗战，南京救国会准备为此发动一次较大规模的群众运动，需要中国国民党上层人士出面支持。经过张西曼等几位中国国民党上层人士的奔走，南京救国会在中共地下党组织的领导下，成功举办了“首都各界人士援助绥远军民抗日大会”，中国国民党元老张继应邀担任主持，中国国民党左派人士何香凝、柳亚子、经亨颐等人均到场签名。张西曼还动员了许多立法委员、监察委员，特别是华北籍、西北籍的委员参加了此次大会。张西曼在会上所作发言慷慨激昂，会后又四处募捐。
1936年11月22日，国民政府逮捕了上海沈钧儒等七位救国会领导人，即救国会七君子。11月28日，孙晓村与王昆仑、张西曼等人正在商谈营救上海七君子事宜时，得知11月28日上午曹孟君被捕，罪名是“赤匪嫌疑”。孙晓村、王昆仑、张西曼等人当即研究决定，孙晓村最好不躲避，并营救曹孟君。11月28日下午，孙晓村也被逮捕。此后，经过各方营救，上海的救国会七君子及南京的孙晓村、曹孟君共九位救国会人士终于在1937年抗日战争爆发后出狱。

### 抗日战争
1937年抗日战争爆发后，张西曼参加了蒋介石召集的“庐山谈话会”，呼吁停止内战，国共合作，联合苏联，一致抗日。1937年，张西曼、黄炎培等人为全国抗敌救亡总会发起人。1938年，张西曼在武汉参与发起成立中华全国文艺界抗敌协会。
1937年8月，周恩来率中共代表团首次来到南京，张西曼亲自联系国共两党人士，以及第三方面人士沈钧儒、黄炎培、千家驹等人，还有外国记者，参加了在立法院秘书长梁寒操家中举行的茶话会，为国共合作提供便利。在此，沈钧儒、千家驹等人首次同周恩来见面。
1938年，在中共驻共产国际代表、共产国际执委会委员、主席团成员王明的支持下，中共中央书记处书记康生在《解放周刊》上撰文，指控陈独秀、罗汉、俞秀松等人都是投靠日本的汉奸。1938年3月16日，汉口的《大公报》、《武汉日报》、《扫荡报》等报纸均在显要位置发表了武汉大学校长王星拱、国防参议会参议员兼江苏省教育厅厅长周佛海等9人的联名信，指责中共并为陈独秀辩护。3月17日，在中共中央书记处书记、中共中央长江局书记王明的领导下，中共中央长江局机关报《新华日报》发表文章予以驳斥。随后，《新华日报》又发表短评《再论陈独秀是否托派汉奸》，进一步引發公愤。民主人士沈钧儒在汉口《大公报》上发表声明，不赞成给陈独秀扣汉奸帽子。1938年3月，张西曼两次发表公开声明，为陈独秀的“汉奸”问题辩诬。其中3月18日的第二次声明，张西曼坚决表示“敢负责”为陈独秀辩诬，认定陈独秀“至少是个爱国的学者”，斥责中共人士在没有确凿证据的情况下就指斥陈独秀是“汉奸”的行为是“骨肉相残，殃民祸国”。
1938年1月，张西曼等人在武汉发起成立国际反侵略运动大会中国分会，张西曼等139人出任该会理事。1938年1月，张西曼与国共两党的上层人士发起成立中国战时儿童保育会，张西曼任名誉理事。该会先后救助了三万余名年龄在14岁以下的战争难童。1938年2月27日，张西曼在武汉各界纪念钱亦石追悼会上发表演说，呼吁国共团结，实现孙中山的三大政策，呼吁全中国人民抗战到底。1938年12月8日， 张西曼和许多中国教育学者参与发起中国战时教育协会。
1938年，张西曼在武汉七七事变周年纪念会上，点名斥责国民政府行政院副院长汪精卫为“国贼汉奸，秦桧第二”，要求“杀汪贼以谢国人”。同年底，汪精卫公开投向日本。
1938年底，中苏文化协会迁往至重庆。张西曼为该会租到位于重庆市中一路的一幢两层楼作为会址。张西曼以中苏文化协会常务理事的身份，与自1938年起先后任中苏文化协会总干事的王昆仑、屈武、刘仲容等人合作，利用该会址作为中国共产党及各种民主人士的活动场所。后来1945年，毛泽东到重庆参加重庆谈判时，便曾在该会址与各民主党派及民众见面。
1938年仲夏，国立中央大学的陶大镛等学生在中共地下党组织的领导下，成立 “中苏问题研究会”。他们自《中苏文化》杂志上看到张西曼的名字，便到该杂志编辑部访问张西曼。此后，张西曼帮助这些学生举办了一次为期三天的“苏联生活图片展览会”，宣传苏联社会主义建设成就，在重庆沙坪坝一时引起轰动。
1939年5月3日、5月4日重庆大轰炸中，中共办的《新华日报》经理部被炸毁，张西曼第一个致函《新华日报》表示慰问，勉励新华日报馆的员工“戳力奋斗，共申天讨”。1939年7月23日，中国边疆学术研究会在重庆成立，张西曼、马鹤天、黄奋生等九人为理事。后张西曼出任中国边疆学术研究会理事长。1939年，张西曼、王昆仑共同主持了中国艺术品送往苏联展览。1940年1月2日，中国艺术展在莫斯科开幕，展览获得成功。
1940年，在张曙追悼会上，张西曼与周恩来均作发言，张西曼斥责行政院副院长孔祥熙“买外汇，存外款，发国难财，病国肥己”，此后张西曼受到行政院“奉谕特达”之警告。1941年，正值马寅初被国民政府逮捕并关押在集中营时，张西曼不惧危险参加了“遥祝马寅初六十寿辰”大会，张西曼以茶代酒第一个发言，遥祝马寅初健康长寿。
1941年10月，由于张西曼之兄张仲钧因抨击湖南省时政而遭暗杀，张西曼回湖南为兄长奔丧。1941年《苏日中立条约》签订之后，救國會諸君子發表致斯大林的公開信表示憤慨，张西曼则发表文章为苏联辩护，称苏联此举「對援華初衷並無損害」。由于张西曼一直坚持旗帜鲜明的亲苏立场，於是陪都重庆的人士就給他起了個綽號「西曼諾夫」，以示其親蘇。
1943年，张西曼参与营救被盛世才关押在新疆监狱中的知名电影演员赵丹。
1944年，中苏文化协会在重庆举办高尔基逝世纪念晚会，该会常务理事张西曼出席晚会，并发表了立场鲜明的讲话，晚会还放映电影助兴。
1945年，抗日戰爭剛剛結束，中国同苏联簽訂《中蘇友好同盟條約》。张西曼发表了题为《中蘇友好同盟條約保证了中国的复兴》的文章，支持该条约的签订。

### 民主人士
1945年，张西曼在重庆创办《民主与科学》杂志，并任总编辑。同年，再度出任国立中央大学俄文系教授。抗日战争胜利后，1945年10月10日《中央日报》公布了抗战有功人员褒扬名单，张西曼获“胜利勋章”。1945年11月，张西曼主编的《民主与科学》杂志联合了重庆的26家杂志，共同呼吁“不要内战”，并提出“我们为自身着想，同时为我们的子孙着想，万万不愿再见内战的局面。”1945年，参与创办“革命诗社”。
1945年冬，为推动中国国民党遵守政治协商会议决议，促进民主宪政实施，张西曼等人开始筹设组织。1946年2月24日，文化教育界人士在重庆成立中国民主宪政促进会，张西曼任理事长，理事会理事包括中共代表团的邓发、何思敬、潘梓年、华岗，以及许德珩、朱学范、陶大镛等人。后来，该会先后在成都、上海、南京等地设立分会。
1946年1月9日，九三筹备会成立时，张西曼、褚辅成、许德珩成为首批三位成员。同年4月，张西曼离开重庆返回南京。同年5月4日，九三学社成立会在重庆举行，张西曼当选九三学社第一届理事会的16位理事之一。
1946年11月，张西曼发表谈话，反对中国国民党单方面召開制憲國民大會。1946年底开始，张西曼积极参加中共發動的「反饥饿、反内战、反迫害」学生运动，并且多次发表公开演讲。当时，国立中央大学文学院中文系的杨晦、张西曼、贺昌群，理学院的潘菽、涂长望，农学院的梁希、金善宝都是有名的民主教授。1947年五二〇惨案发生前的一次学生集会上，张西曼又发表演讲，公开号召学生起来同专制独裁政府作斗争。
1948年底，在中共党组织的帮助下，张西曼秘密离开南京，先后到达中共领导的江汉军区、中原军区，受到李先念（中原军区司令员）、邓子恢（中原军区副政委）、陈毅等的宴请。1949年2月，张西曼抵达北平。同年4月参加南社、新南社的联合临时雅集。后来随民主东北参观团赴中共的东北解放区参观。1949年6月，在北平参加中华全国社会科学工作者代表会议筹委会，并出席第一次全国文代会。
1949年7月10日，张西曼因患肺癌在北平病逝，享年54岁。张西曼逝世后，周恩来、郭沫若分别为其题写了墓碑和碑文，高度赞扬了张西曼。

### 身后
张西曼临终留下遗言，将遗体捐赠给协和医院。张西曼病逝后，随即成立了由董必武、周恩来、林伯渠、李维汉、李达、周扬、郭沫若、李济深、沈钧儒、马叙伦、陈绍禹（王明）、陈其瑗、章伯钧、蔡廷锴、谭平山、邓初民、沈雁冰、许德珩、齐燕铭等19人组成的治丧委员会。此外还成立了以政务院副秘书长齐燕铭为首的张西曼遗著整理委员会。1949年8月，周恩来应张西曼的遗孀魏希昭之请，亲笔题写了“张西曼教授之墓”并落款“张魏希昭率女小曼敬立”、“周恩来敬题于北平”；郭沫若也应邀题写了碑文。周恩来的题字刻于墓碑阳面。墓碑阴面刻有郭沫若题写的碑文。墓盖上的墓志铭由田汉撰文、李济深书丹。墓志铭称张西曼“权位不动，威武不屈，反帝与反封建，四十年如一日；风雪万里，追自由之光芒，埋骨于此，山岳皆香。”此外，1949年8月20日，黄炎培也应魏希昭之请，为《张西曼永念集》题词“平生只有主张正义，绝不计较利害。待友好热肠如火，其与所否，则冻若冰霜。甚早接受最新学说，迨此学说大行，而先生遽逝，然既及见大行，则复有何遗憾？”（《张西曼永念集》在1966年被红卫兵从魏希昭家抄走）。1950年，中苏友好协会主办了纪念张西曼先生逝世一周年纪念会。
1950年，张西曼的遗孀魏希昭遭诬陷为中国国民党派到张西曼身边的女特务。1952年，魏希昭被组织处理，失去公职，此后长期遭到公安机关作为“特务嫌疑”对待。张西曼遗著整理委员会也无形中解散。魏希昭至今未能获得平反。九三学社长期采用许德珩主导的官方社史。在张西曼逝世后几十年的社史中，甚至没有张西曼的名字。张西曼的支持者、九三学社和中国民主宪政促进会的发起人之一雷启汉1957年被打成右派。自1980年代起，张西曼的女儿张小曼与九三学社的元老雷启汉等人先后写文章，质疑九三学社的官方历史。张小曼还开始了对父亲张西曼的研究。
1978年，张西曼的女儿张小曼以个人名义上书国务院副总理邓小平，修复了文革期间1968年被毁的张西曼墓碑。
1985年6月29日，民革中央在全国政协礼堂主办“纪念张西曼先生诞辰九十周年座谈会”。1995年6月20日，民革中央、民盟中央、九三学社中央联合召开“纪念张西曼先生诞辰百周年座谈会”，中共中央统战部部长王兆国在会上称张西曼为“坚定的爱国主义者和英勇投身于抗日运动的民族英雄”。2005年9月，张西曼之女张小曼等117位参加抗日战争的将领及知名人士的遗孀及子女在人民大会堂获中共中央、国务院、中央军委颁发“纪念中国人民抗日战争胜利60周年”奖章。2005年12月30日，中国社会科学院近代史研究所革命史研究室及中外关系史研究室联合召开“纪念张西曼先生诞辰110周年座谈会”。2009年7月10日，中国现代史学会、九三学社中央委员会、中国俄罗斯友好协会、中国人民抗日战争纪念馆、中国社会科学院近代史研究所联合召开“纪念张西曼先生逝世60周年座谈会”。

## 家庭
- 第一任妻子：万重英（1897年－1979年），万福华之女。1920年与张西曼结婚后，育有8个儿女。后双方离婚。中华人民共和国成立后，被聘为湖南省人民政府参事。
  - 长女：张燕生（1925年－）
  - 长子：张琳生（1925年－1993年）
  - 二女：张大年（1928年－1964年）
  - 次子：张大成（1930年－2008年？）
  - 三子：张大化（1931年－2008年？）
  - 三女：张大法（1936年－）
  - 四女：张大元（1937年－）
  - 五女：张大宛（1940年－2005年）又名张燕
- 第二任妻子：魏希昭（1914年－1976年11月23日）1929年投身学生运动。此后多年接受中国共产党地下组织领导。25岁时，在1939年“五三”重庆大轰炸中遭日本飞机炸断双腿，经抢救保住了左腿，而右腿高位截肢。1945年结识张西曼并恋爱。中共中央南方局青年组领导刘光指示魏希昭“从旁协助张西曼从事革命工作”，魏希昭乃与张西曼结婚。1950年初，万重英发告状信，指魏希昭为中国国民党派到张西曼身边的女特务。1952年，魏希昭遭组织处理，失去公职。此后被公安机关作为“特务嫌疑”对待。文化大革命期间遭受迫害。[12]
  - 女儿：张小曼（1948年3月－）生于南京。母亲魏希昭戴着假腿怀孕并生下了张小曼，造成张小曼的双腿先天性关节残疾。9个月时随父母穿越封锁线到达解放区。1岁3个月时失去父亲。1978年2月，借调到中国社会科学院近代史研究所民国史研究室，从事《中华民国大事记》的编撰，其间为《中华民国人物传》撰写了《张西曼》小传。在张小曼补充调查资料期间，湖南长沙有人重提张小曼的母亲魏希昭有政治问题，已在近代史研究所正式填表的张小曼由此失去了留在该所工作的机会，1979年12月被调入民盟中央组织部工作，任职24年。张小曼长期业余从事对父亲张西曼的研究。1999年，俄中友协为表彰其长期搜集张西曼和中苏文化协会史料的贡献，向其颁发了“俄中友谊”功勋纪念奖章。张小曼还被中国人民对外友好协会中国俄罗斯友好协会聘为全国理事会理事。[12]

## 著作
- 张西曼、柏烈伟编，俄文文法，1921年
- 希曼译，俄国共产党党纲，1920年8月
  - 希曼译，俄国共产党党纲（康民尼斯特丛书第二种），广州：人民出版社，1922年1月（第一版）（实际在上海出版）
  - 希曼译，俄国共产党党纲（康民尼斯特丛书第二种），广州：人民出版社，1923年（第二版）（实际在上海出版）
  - 希曼译，俄国共产党党纲（康民尼斯特丛书第二种），广州：人民出版社，1924年（第三版）（实际在上海出版）
  - 希曼译，俄国共产党党纲（康民尼斯特丛书第二种），广州：人民出版社，1925年（第四版）（实际在上海出版）
  - 希曼译，俄国共产党党纲（康民尼斯特丛书第二种），广州：人民出版社，1926年6月（第五版）（实际在上海出版）
  - 希曼译，俄国共产党党纲，长江书店发行，1927年3月（第六版）
- 张西曼，中等俄文典，1923年
- 张西曼，新俄罗斯，1925年
- 张西曼译，苏联新宪法草案，南京：中苏文化协会，1936年
- 张西曼译，苏联宪法，南京：中苏文化协会，1937年
- 张西曼，西域史族新考，中国边疆学术研究会，1947年
- 张西曼，历史回忆，东方书社，1949年[9]
- 张小曼编，张西曼纪念文集，中国文史出版社，1995年
- 李长林、张小曼编，张西曼集，湖南人民出版社，2010年

## 延伸阅读

### 回忆文献
- 王昆仑、屈武、朱学范、王炳南、潘菽，四十年革命为人民 绝不投机背此心――纪念张西曼教授诞辰九十周年，人民日报1985年6月30日
- 于伶，怀念张西曼教授，人民日报1985年9月11日
- 田汉，西曼，你得活下去！，新民报1949年6月21日
  - 田汉，西曼，你得活下去！，载 田汉全集（第12卷），花山文艺出版社，2000年
- 柳亚子，张西曼挽诗，柳亚子选集，人民出版社，1989年，第1006页
- 本刊同人，悼念张西曼先生，中苏文化第二十卷第七期（1949年7月出版）
- 回忆张西曼史料，载 文史资料选辑第37卷第109辑。其中收有：
  - 朱学范，在纪念张西曼教授座谈会上的讲话
  - 陶大镛，缅怀良师张西曼
  - 孙晓村，张西曼教授支持救国会的斗争
  - 姜椿芳，忆张西曼教授
  - 石西民，西曼先生是中国共产党真诚的朋友
  - 葛一虹，一个爱国的铮铮铁汉
  - 林亨元，张西曼与中国民主宪政促进会
  - 杜建时，我所知道的张西曼
  - 黄萍荪，张西曼在海参崴的革命活动
  - 张小曼，张西曼与哈尔滨东华中学（附：邓西园，悼张西曼先生）
- 夏衍，夏衍谈中苏文化协会与张西曼，载 懒寻旧梦录，三联书店，1985年，第494-495页
- 端木蕻良，忆张西曼同志（诗），北京晚报1992年4月21日，第六版
- 金绍先，悼念张西曼先生，团结报1992年7月1日，第三版
- 许荏华，张西曼与南京学生运动，南京史志1992年第4期，第7页
- 阳翰笙，英勇无畏的文化战士张西曼，人民日报1993年7月11日，第五版
  - 阳翰笙，英勇无畏的文化战士张西曼，载 阳翰笙百年纪念文集：纪念阳翰笙诞辰一百周年（第3卷），中国戏剧出版社，2002年
- 陆诒，重庆曾家岩五十号的常客——张西曼教授，人民日报1993年2月21日，第五版
- 谢韬，张西曼先生留下的印象，载 张小曼，追寻先辈的足迹，2005年，自印
- 常任侠，张西曼教授事迹点滴，人民政协报1985年8月2日及8月9日，第四版
- 张小曼，追寻先辈的足迹，2005年，自印

### 研究论文
- 刘泽洪，我国第一个研究马克思主义团体的组织者是张西曼，长江日报1987年3月31日，第四版
- 李玉贞，张西曼是孙中山三大政策的积极建议者，团结报1985年4月27日
- 李明滨，中国俄语教学的开拓者张西曼，中国俄语教学1996年第1期
- 房建昌，张西曼先生对新疆建设的计划及研究西域史的贡献
- 杨耀健，张西曼与中苏文化协会，重庆文史资料第四十四辑，西南师范大学出版社，1996年5月，第15-17页
- 李随安，张西曼与中苏文化协会，载 中苏文化交流史（第九章），哈尔滨出版社，2003年
- 张小曼，张西曼与北京大学，九三学社中央委员会，2011-06-07 （页面存档备份，存于）
- 张小曼，张西曼与中国民主宪政促进会
- 张小曼，张西曼在五二O学生运动前后
- 张小曼，寻找《俄国共产党党纲》六版中译本的经过并试论其在中国传播马克思主义的历史作用
- 张小曼等，抗日民族英雄张西曼与中苏文化协会及联苏制日方针